# Рымникское сельское поселение
Рымникское се́льское поселе́ние — муниципальное образование в Брединском районе Челябинской области Российской Федерации. В рамках административно-территориального устройства муниципальное образование  соответствует административно-территориальной единице Рымникский  сельсовет.
Административный центр — посёлок Рымникский.

## История
Статус и границы сельского поселения установлены Законом Челябинской области от 13 сентября 2004 года № 268-ЗО «О статусе и границах Брединского муниципального района и сельских поселений в его составе».

## Население
| 2002  | 2010  | 2011  | 2012  | 2013  | 2014  | 2015  |
| ----- | ----- | ----- | ----- | ----- | ----- | ----- |
| 2261  | ↘1886 | ↘1884 | ↘1816 | ↘1762 | ↘1715 | ↘1710 |
| 2016  | 2017  | 2018  | 2019  | 2020  | 2021  |       |
| ↘1668 | ↘1654 | ↘1623 | ↘1593 | ↘1558 | ↘1383 |       |

## Состав сельского поселения
| № | Населённый пункт | Тип населённого пункта          | Население |
| - | ---------------- | ------------------------------- | --------- |
| 1 | Берёзовка        | посёлок                         | ↘163      |
| 2 | Морозовка        | посёлок                         | ↗42       |
| 3 | Рымникский       | посёлок, административный центр | ↘1244     |
| 4 | Сосновка         | село                            | ↘437      |